# جودی رستر
جودی رستر (انگلیسی: Jodie Resther؛ زادهٔ ۱۱ مارس ۱۹۵۶) خواننده و بازیگر اهل کانادا است.
از فیلم‌ها یا برنامه‌های تلویزیونی که وی در آن نقش داشته است می‌توان به آرتور و آیا از تاریکی هراس دارید؟ اشاره کرد.